# Vor Frue-Vesterbro Provsti
Vor Frue-Vesterbro Provsti er et provsti i Københavns Stift.
Provstiet ligger i Københavns Kommune.
Provstiet blev dannet 1. januar 2012 ved en sammenlægning af Vor Frue Provsti og Vesterbro Provsti.
Vor Frue-Vesterbro Provsti består af 7 sogne med 18 kirker, fordelt på 7 pastorater.

## Pastorater
| Pastorater i Vor Frue-Vesterbro Provsti | Pastorater i Vor Frue-Vesterbro Provsti | Pastorater i Vor Frue-Vesterbro Provsti |
| --------------------------------------- | --------------------------------------- | --------------------------------------- |
| Fredens-Nazaret Pastorat                | Helligånds Pastorat                     | Sankt Petri Tyske Menighed              |
| Sydhavn Pastorat                        | Trinitatis Pastorat                     | Vesterbro Pastorat                      |
| Vor Frue Pastorat                       |                                         |                                         |

## Sogne
| Sogne i Vor Frue-Vesterbro Provsti | Sogne i Vor Frue-Vesterbro Provsti | Sogne i Vor Frue-Vesterbro Provsti |
| ---------------------------------- | ---------------------------------- | ---------------------------------- |
| Fredens-Nazaret Sogn               | Helligånds Sogn                    | Sankt Petri Tyske Menighed         |
| Sydhavn Sogn                       | Trinitatis Sogn                    | Vesterbro Sogn                     |
| Vor Frue Sogn                      |                                    |                                    |